# Lethasterias acutispina
Lethasterias acutispina är en sjöstjärneart som beskrevs av Hayashi 1973. Lethasterias acutispina ingår i släktet Lethasterias och familjen trollsjöstjärnor. Inga underarter finns listade i Catalogue of Life.